# Клименко Володимир Олександрович (режисер)
Клименко Володимир Олександрович (1906, Київ — †?)  — радянський український режисер науково-популярних фільмів.

## Біографічні відомості
Народився в родині столяра. Закінчив Одеський державний технікум кінематографії. 
З 1929 р. працював асистентом режисера на Київській кіностудії художніх фільмів, писав сценарії науково-популярних та навчальних кінокартин. 
Учасник Великої Вітчизняної війни. 
З 1946 р. працював на Київській студії науково-популярних фільмів.
Нагороджений медалями.

## Фільмографія
Створив стрічки: «Бережіть сільськогосподарських тварин від диктіокаульозу» (1956), «Весняні роботи в полі, городі, саду» (1957), «Борітеся з яловістю корів», «Підсічка лісу» (1958), «Штучне запліднювання — могутній засіб племінної справи» (1959), «Про це сперечаються у світі» (1960), «Механізація та автоматизація виробництва столярних виробів» (1961), «Радіолокація» (1962), «Високоврожайні сорти пшениці» (1963), «Виробництво тарного картону» (1965), «Аерозольні апарати» (1966), «Виробництво азотної кислоти» (1967), «Технологія мебльового виробництва» (1968), «Основні відомості про фрезерування металів» (1969) та ін.